# Церковь Николы Явленного (Псков)
Церковь Никола́я Чудотво́рца (Нико́лы Явле́нного) от Торга — православный храм во Пскове. С 2021 года принадлежит единоверческой общине.

## История
Датой основания храма считается 1419 год, хотя о судьбе здания ничего не известно. Каменная церковь в современном виде возведена в 1676 году. 11 мая 1676 года при большом пожаре пострадало множество храмов. В одном из них, Церкви Параскевы Пятницы, находился чудотворный образ Святого Николая. Церковь Параскевы Пятницы спасти не удалось, а образ Николая Чудотворца перенесли в новую каменную Никольскую церковь, при которой устроили придел Параскевы Пятницы.
Придел святой Параскевы позже был переименован в Троицкий, а сама церковь получила название Троицко-Никольской.
В период с 1786 по 1842 годы храм был приписан к Покровской Церкви от Торга.
В 1843 году псковские старообрядцы во главе с наставником (впоследствии иеромонахом Михаилом) отремонтировали и освятили храм.
В 1890 году храм вновь подвергся реставрации.
С 1917 года храм был закрыт. Внутри и снаружи храма были найдены человеческие останки, в том числе и с простреленными черепами. Возможно, что здесь в 1920—1930 годы проводились расстрелы.
В 1995 году храм Николая Чудотворца был передан Псковскому духовному училищу.

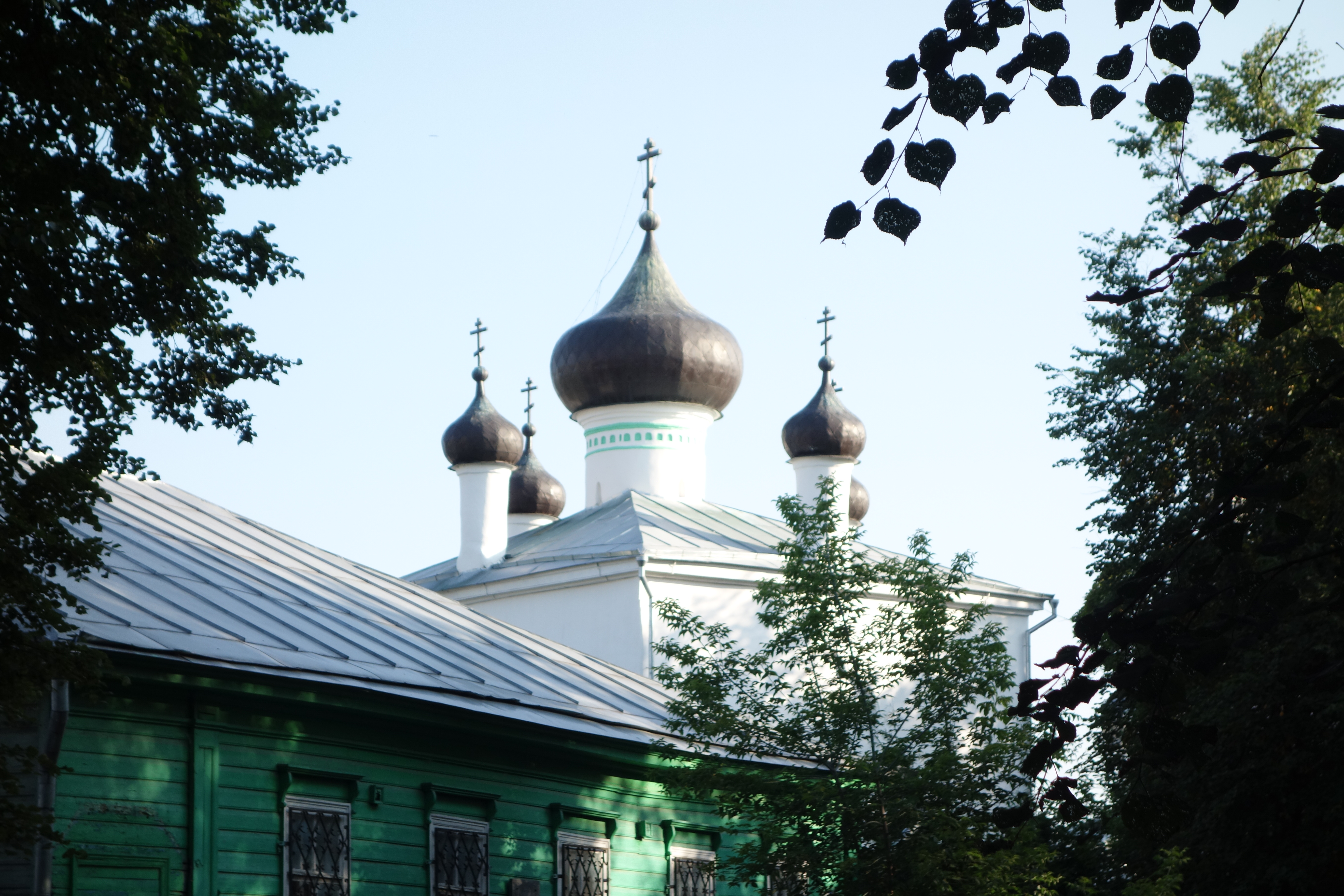
купола храма

С 2000 года в храме начались работы по восстановлению храма и созданию нового иконостаса.

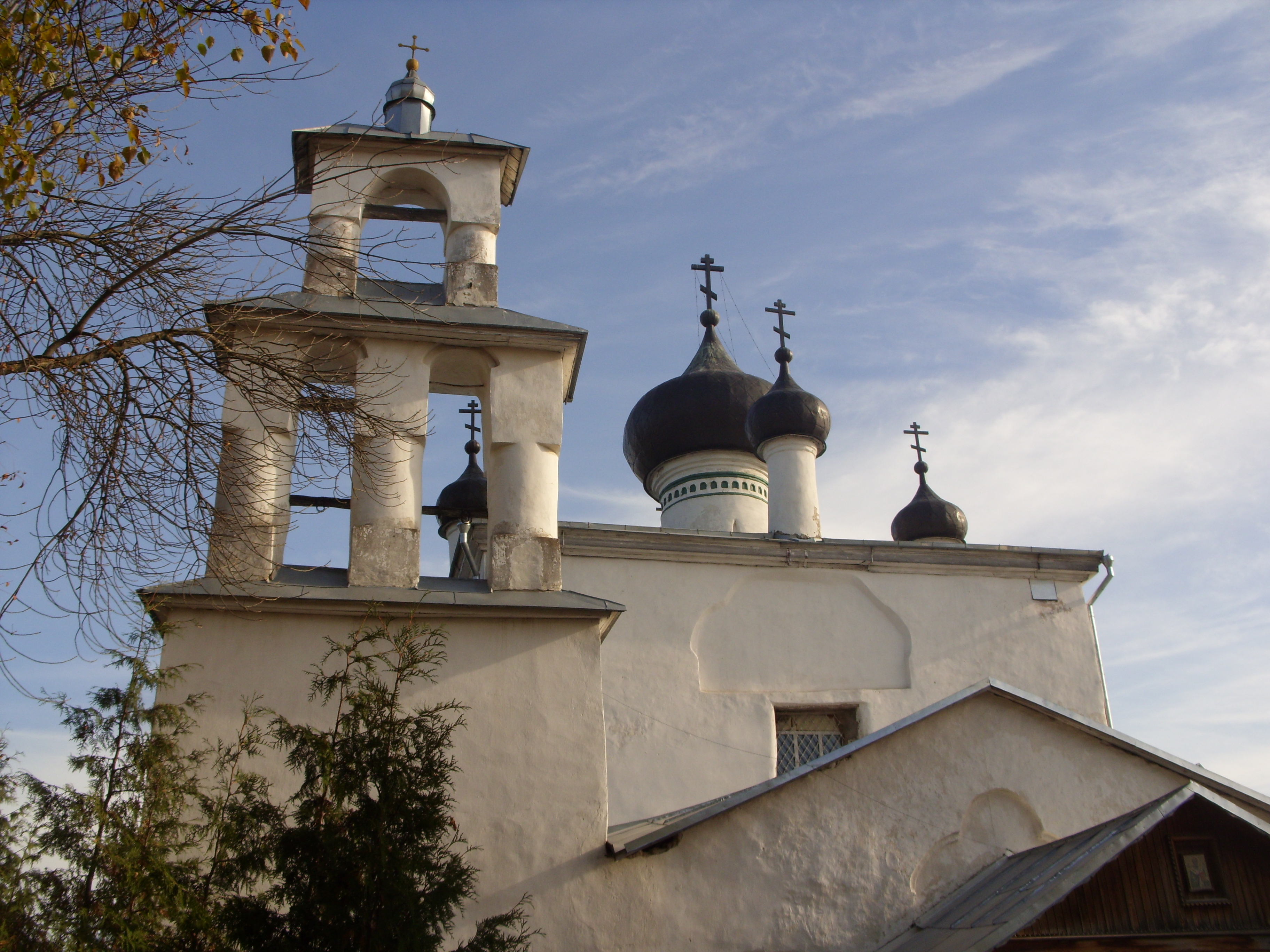
Звонница

## Архитектура
Простая архитектура храма подверглась многим переделкам. Алтарная часть и придел были пристроены позже. Фасады главного храма имеют углубления под иконы. Размеры церкви со звонницей близки к квадрату, 13 саженей в длину, и 12 саженей 8 вершков в ширину (≈27,7×25,95 м). Высота до верхнего карниза 5 саженей (≈10,7 м)
Церковь — пятиглавая. Изучением этой церкви занимался русский историк Иван Забелин. Он пришёл к выводу, что это первый пример в храмовом строительстве, когда главы расположены не по углам, а ориентированы по сторонам света. На барабане центральной главы были оконца, которые заделали, вероятно, после революции 1917 г., когда храм использовался как складское помещение. Барабаны других глав — глухие, длинные, расширяющиеся к карнизу. Первоначально покрытие глав было черепичным, сейчас они покрыты металлом.